# Un point bleu pâle
Un point bleu pâle (en anglais : Pale Blue Dot) est une photographie de la planète Terre, prise le 14 février 1990 par la sonde Voyager 1 à une distance de 40,47 unités astronomiques, soit plus de six milliards de kilomètres. Elle a été baptisée d'après le titre de Pale Blue Dot, un livre inspiré par cette photo, écrit en 1994 par Carl Sagan.
Il s'agit, encore à ce jour, de la photographie de la Terre la plus lointaine.

## Contexte de prise de vue

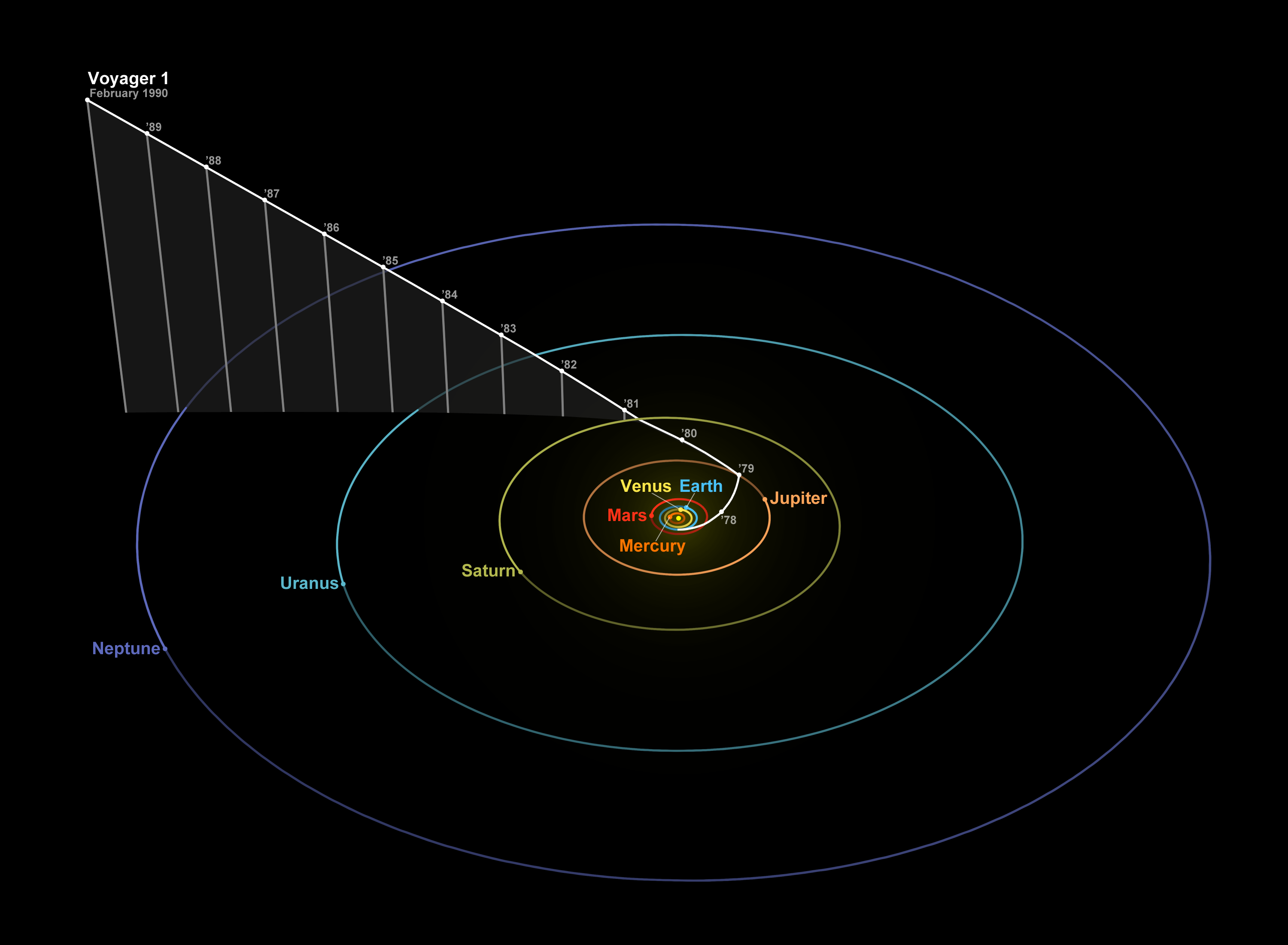
Position de Voyager 1 le 14 février 1990. Les barres verticales sont espacées d'un an et indiquent la distance de la sonde au-dessus de l'écliptique.

Le 14 février 1990 à 4 h 48 GMT,, à la suite d'une demande insistante du scientifique américain Carl Sagan, la NASA commande à la sonde Voyager 1, qui a terminé sa mission primaire, de se retourner et de photographier les planètes qu'elle a visitées,.
Elle prend alors 60 images du Système solaire, que la NASA compilera en une mosaïque connue sous le nom de Portrait de famille.
Selon l'outil Horizons du Jet Propulsion Laboratory de la NASA, la distance entre Voyager 1 et la Terre est alors de 40,47 unités astronomiques, soit environ 6,054 milliards de kilomètres, lors de la prise de vue.
Sur l'une de ces images apparaît la Terre, juste « un point bleu pâle » dans la photo granuleuse. Le minuscule point est presque perdu dans la lueur du Soleil.
À ce moment-là, l'océan Pacifique renforçait l'aspect bleu de la Terre, ce qui n'aurait pas été le cas quelques heures plus tard avec l'Afrique et l'Asie[source insuffisante].
La photo est restée célèbre pour sa valeur historique, malgré son absence d'intérêt scientifique.
À l'époque de la prise de vue, il s'agissait de la photographie de la Terre la plus lointaine, et ce record n'a pas été battu depuis. D'autre part, elle a conservé jusqu'en 2017 le record de distance entre la Terre et un appareil effectuant une prise de vue, qui est alors battu par la sonde New Horizons,,.

## Livre de Sagan

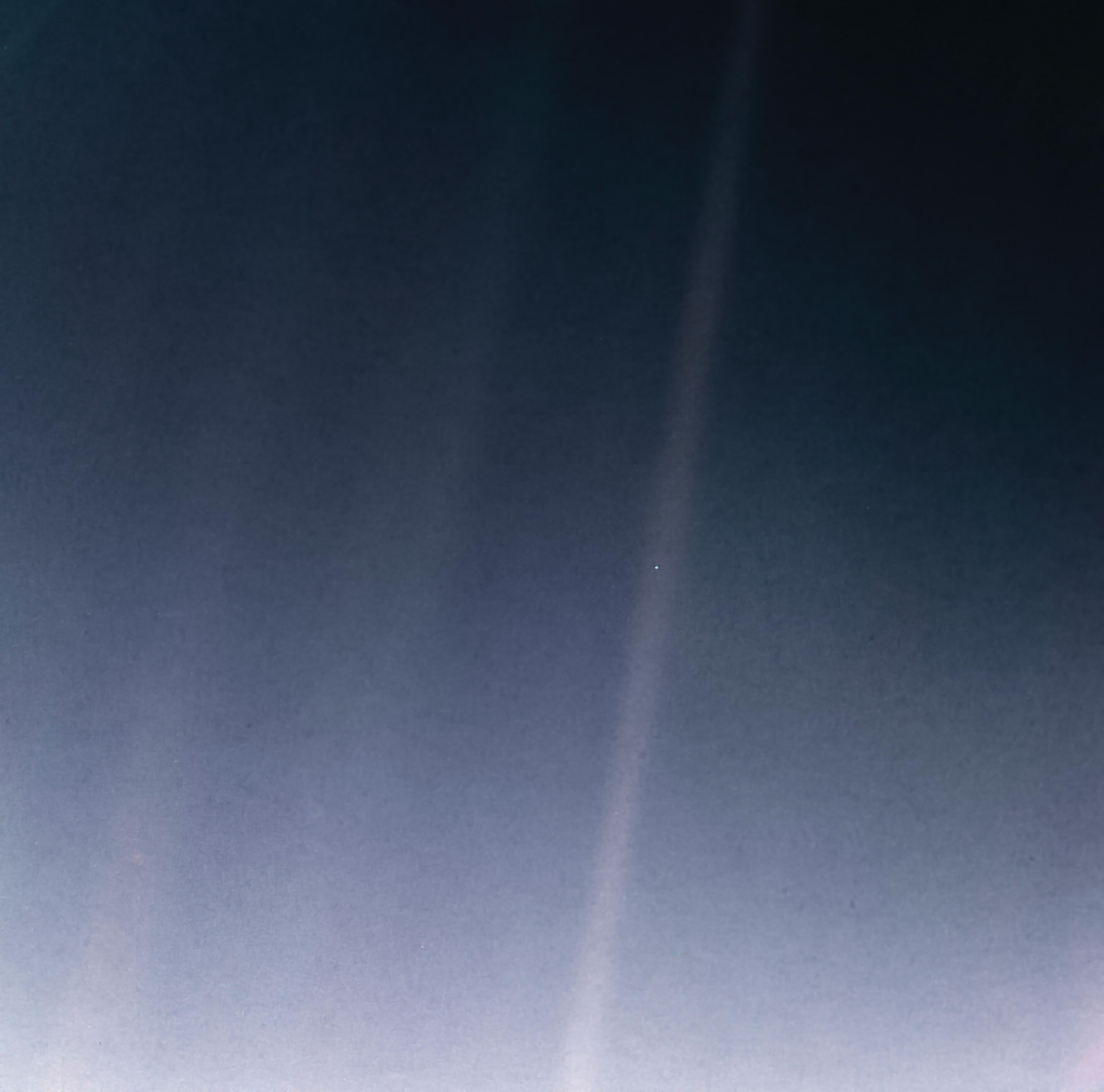
Un point bleu pâle tel que republié par la NASA en 2020 pour le de l'image. À l'aide d'un logiciel de traitement d'images moderne, la luminosité et les couleurs ont été équilibrées pour mettre en valeur la zone contenant la Terre.

Le livre est divisé en trois parties. La première examine la prétention faite à travers l'histoire que la Terre et l'espèce humaine sont uniques. La seconde partie décrit les découvertes scientifiques faites à travers le Système solaire et les raisons communément évoquées pour les vols spatiaux habités. En dernière partie, Sagan suggère que l'exploration et la colonisation de l'espace et d'autres mondes sont essentielles pour la survie à long terme de l'espèce humaine et de la vie terrestre.
Description de la photo par Sagan :

« De ce point de vue lointain, la Terre peut ne pas sembler d'un intérêt particulier.
Mais pour nous, c'est différent. Regardez encore ce point. C'est ici. C'est notre foyer. C'est nous. Sur lui tous ceux que vous aimez, tous ceux que vous connaissez, tous ceux dont vous avez entendu parler, tous les êtres humains qui aient jamais vécu, ont vécu leur vie. Toute la somme de nos joies et de nos souffrances, des milliers de religions aux convictions assurées, d'idéologies et de doctrines économiques, tous les chasseurs et cueilleurs, tous les héros et tous les lâches, tous les créateurs et destructeurs de civilisations, tous les rois et tous les paysans, tous les jeunes couples d'amoureux, tous les pères et mères, tous les enfants pleins d'espoir, les inventeurs et les explorateurs, tous les professeurs de morale, tous les politiciens corrompus, toutes les « superstars », tous les « guides suprêmes », tous les saints et pécheurs de l'histoire de notre espèce ont vécu ici — sur un grain de poussière suspendu dans un rayon de soleil.
La Terre est une toute petite scène dans une vaste arène cosmique. Songez aux fleuves de sang déversés par tous ces généraux et ces empereurs afin que, nimbés de triomphe et de gloire, ils puissent devenir les maîtres temporaires d'une fraction d'un point. Songez aux cruautés sans fin perpétrées par les habitants d'un recoin de ce pixel sur les habitants à peine distinguables d'un autre recoin, comme ils peinent à s'entendre, comme ils sont prompts à s'entre-tuer, comme leurs haines sont ferventes.
Nos postures, l'importance que nous nous imaginons avoir, l'illusion que nous avons quelque position privilégiée dans l'univers, sont mises en question par ce point de lumière pâle. Notre planète est une infime tache solitaire enveloppée par la grande nuit cosmique. Dans notre obscurité, dans toute cette immensité, il n'y a aucun signe qu'une aide viendra d'ailleurs nous sauver de nous-mêmes.
La Terre est jusqu'à présent le seul monde connu à abriter la vie. Il n'y a nulle part ailleurs, au moins dans un futur proche, vers où notre espèce pourrait migrer. Visiter, oui. S'installer, pas encore. Que vous le vouliez ou non, pour le moment c'est sur Terre que nous prenons position.
On a dit que l'astronomie incite à l'humilité et forme le tempérament. Il n'y a peut-être pas de meilleure démonstration de la folie des vanités humaines que cette lointaine image de notre monde minuscule. Pour moi, cela souligne notre responsabilité de cohabiter plus fraternellement les uns avec les autres, et de préserver et chérir le point bleu pâle, la seule maison que nous ayons jamais connue. »

— Carl Sagan, Pale Blue Dot: A Vision of the Human Future in Space

### Traduction
1. ↑  « From this distant vantage point, the Earth might not seem of any particular interest.

But for us, it's different. Look again at that dot. That's here. That's home. That's us. On it everyone you love, everyone you know, everyone you ever heard of, every human being who ever was, lived out their lives. The aggregate of our joy and suffering, thousands of confident religions, ideologies, and economic doctrines, every hunter and forager, every hero and coward, every creator and destroyer of civilization, every king and peasant, every young couple in love, every mother and father, hopeful child, inventor and explorer, every teacher of morals, every corrupt politician, every “superstar,” every “supreme leader,” every saint and sinner in the history of our species, lived there—on a mote of dust suspended in a sunbeam.

The Earth is a very small stage in a vast cosmic arena. Think of the rivers of blood spilled by all those generals and emperors so that, in glory and triumph, they could become the momentary masters of a fraction of a dot. Think of the endless cruelties visited by the inhabitants of one corner of this pixel on the scarcely distinguishable inhabitants of some other corner, how frequent their misunderstandings, how eager they are to kill one another, how fervent their hatreds.

Our posturings, our imagined self-importance, the delusion that we have some privileged position in the Universe, are challenged by this point of pale light. Our planet is a lonely speck in the great envelopping cosmic dark. In our obscurity, in all this vastness, there is no hint that help will come from elsewhere to save us from ourselves.

The Earth is the only world known so far to harbor life. There is nowhere else, at least in the near future, to which our species could migrate. Visit, yes. Settle, not yet. Like it or not, for the moment the Earth is where we make our stand.

It has been said that astronomy is a humbling and character-building experience. There is perhaps no better demonstration of the folly of human conceits than this distant image of our tiny world. To me, it underscores our responsibility to deal more kindly with one another, and to preserve and cherish the pale blue dot, the only home we've ever known. »